# Longing in Their Hearts
Longing in Their Hearts è il dodicesimo album discografico in studio della cantante statunitense Bonnie Raitt, pubblicato nel marzo del 1994.

## Tracce
1. Love Sneakin' up on You – 3:42 (Jimmy Scott, Tom Snow)
2. Longing in Their Hearts – 4:48 (Michael O'Keefe, Bonnie Raitt)
3. You – 4:28 (Bob Thiele, John Shanks, Tonio K.)
4. Cool, Clear Water – 5:28 (Bonnie Raitt)
5. Circle Dance – 4:11 (Bonnie Raitt)
6. I Sho Do – 3:39 (Mabon L. Teenie Hodges, Billy Always)
7. Dimming of the Day – 3:40 (Richard Thompson)
8. Feeling of Falling – 6:18 (Bonnie Raitt)
9. Steal Your Heart Away – 5:44 (Paul Brady)
10. Storm Warning – 4:32 (Terry Britten, Lea Maalfrid)
11. Hell to Pay – 4:04 (Bonnie Raitt)
12. Shadow of Doubt – 4:27 (Gary Nicholson)

Durata totale: 55:01

## Formazione
- Bonnie Raitt - voce, cori, chitarra, slide guitar, tastiera, pianoforte, Fender Rhodes, chitarra acustica
- James Hutch Hutchinson - basso
- Ricky Fataar - batteria
- Scott Thurston - tastiera, programmazione
- Mark Goldenberg - chitarra elettrica, oud, chitarra acustica
- George Marinelli - chitarra elettrica, mandolino
- Paulinho Da Costa - percussioni
- Randy Jacobs - chitarra elettrica
- Stephen Bruton - chitarra elettrica
- Don Was - basso
- Mitchell Froom - harmonium
- Paul Brady - chitarra acustica, cori, fischio
- Buell Neildlinger - basso
- Bob Thiele Jr. - sintetizzatore, fisarmonica
- Debra Dobkin - batteria celtica
- Benmont Tench - tastiera, organo Hammond C3
- Richard Thompson - chitarra acustica
- Larry Corbett - violoncello
- Suzie Katayama - violoncello
- Daniel Smith - violoncello
- Scott Haupert - viola
- Cynthia Morrow - viola
- Wayne Jackson - tromba, trombone
- Andrew Love - sassofono tenore
- Marty Gebb - sassofono baritono
- Charlie Musselwhite - armonica
- Jon Clarke - flauto, corno inglese
- Arnold McCuller, Sweet Pea Atkinson, David Crosby, David Lasley, Sir Harry Bowens - cori

Note aggiuntive:
- Don Was e Bonnie Raitt - produttori
- Registrazioni effettuate al Ocean Way di Hollywood, CA
- Registrazioni aggiunte effettuate al The Chomsky Ranch, The Record Plant, The Convent e The Power Station di Los Angeles, Ca
- Registrazioni effettuate da agosto ad ottobre del 1993
- Ed Cherney - ingegnere delle registrazioni e del mixaggio
- Dan Bosworth - assistente ingegnere delle registrazioni
- Michael Reiter - assistente ingegnere del mixaggio
- Doug Sax - masterizzazione (al The Mastering Lab di Hollywood)